# Widełka (przystanek kolejowy)
Widełka – przystanek osobowy (dawniej mijanka i przystanek) w Widełce, w województwie podkarpackim, w Polsce. 1 marca 2007 wznowiono połączenie z Rzeszowa do Kolbuszowej. Od 13 grudnia 2009 uruchomiono połączenie Rzeszów Główny – Stalowa Wola Rozwadów.

## Ruch pasażerski
| Rok  | Wymiana pasażerska na dobę |
| ---- | -------------------------- |
| 2017 | 20-49                      |
| 2022 | 100-149                    |